# Eiprofil
Ein Eiprofil bezeichnet den eiförmigen Querschnitt einer Abwasserleitung, die im oberen Teil einen Halbkreis, im unteren Bereich eine Parabel beschreibt. Diese enge Parabelform der Fließrinne garantiert eine ausreichende Fließgeschwindigkeit auch bei geringem Durchflussvolumen, so dass sich mitgeführte Sedimente weniger leicht absetzen können. Verstopfungen können dadurch leichter vermieden werden. Bei zunehmendem Durchflussvolumen kann der größere Querschnitt des Halbkreisprofils diese größere Wassermenge aufnehmen, wodurch die Durchflussgeschwindigkeit nicht auf ein zerstörerisches Maß ansteigt.
Das Eiprofil wurde von Joseph Bazalgette in der Mitte des 19. Jahrhunderts entwickelt und beim Bau des ersten großen Londoner Abwassersystems ab 1858 von ihm verwendet. In Kontinentaleuropa fand das Eiprofil bereits 1845 beim Bau des Hamburger Abwassersystems Anwendung.
Eiprofile werden überwiegend im innerstädtischen Betrieb von Regenwasserleitungen mit variabler Eintragsmenge eingesetzt; sie sind seit Beginn des 20. Jahrhunderts weit verbreitet.

Hamburger Kanalisationsbau um 1845
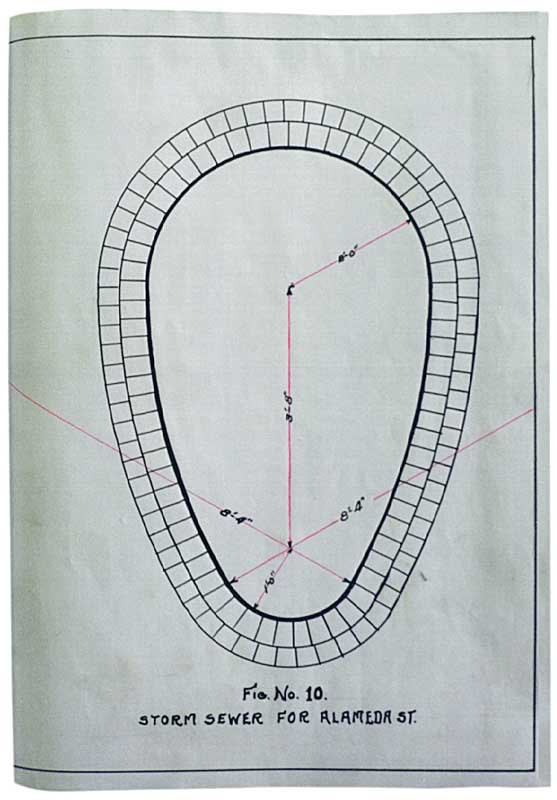
Konstruktionszeichnung zum Londoner Abwassersystem, 1854
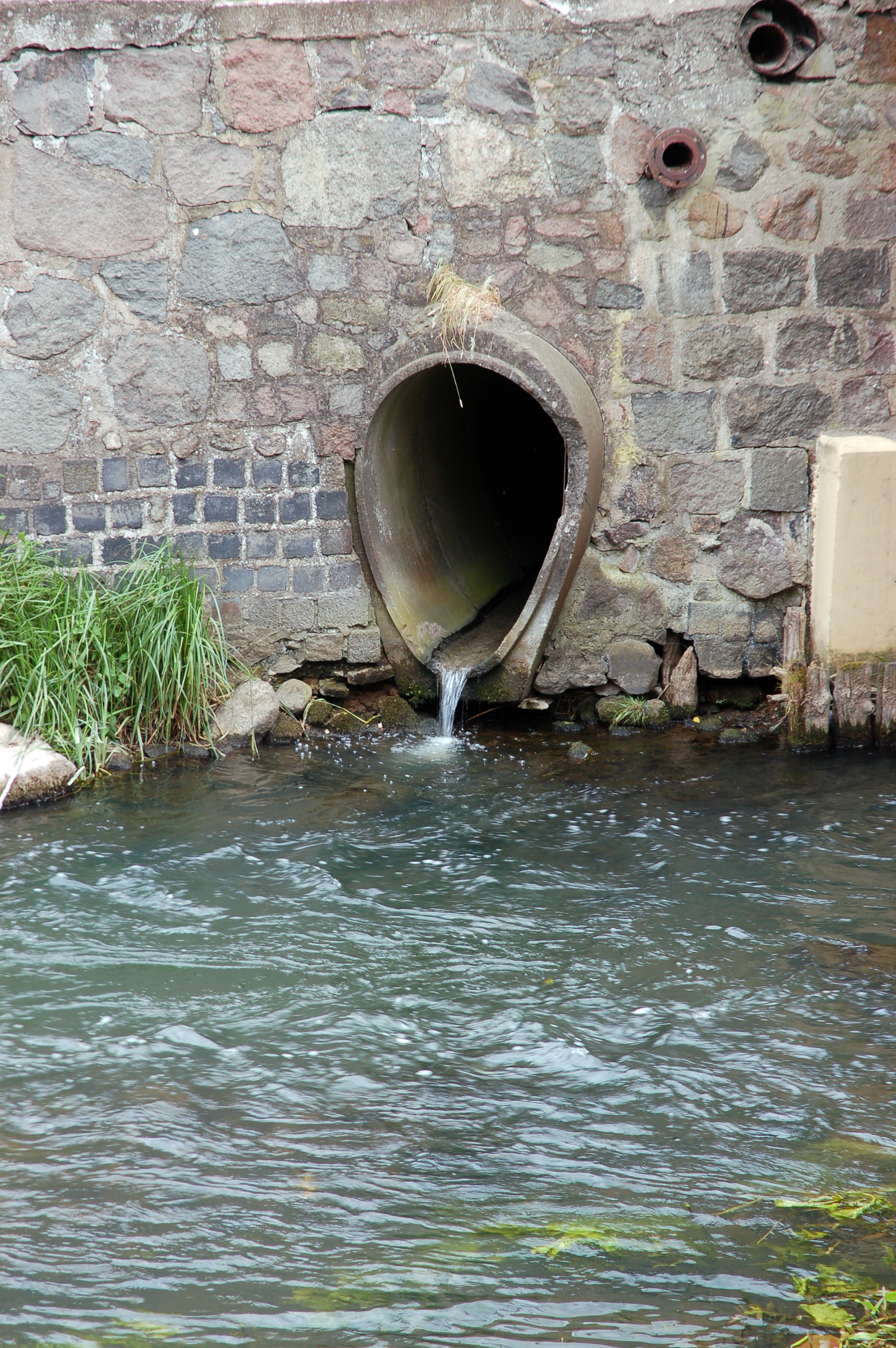
Regenwasserauslauf als Eiprofil
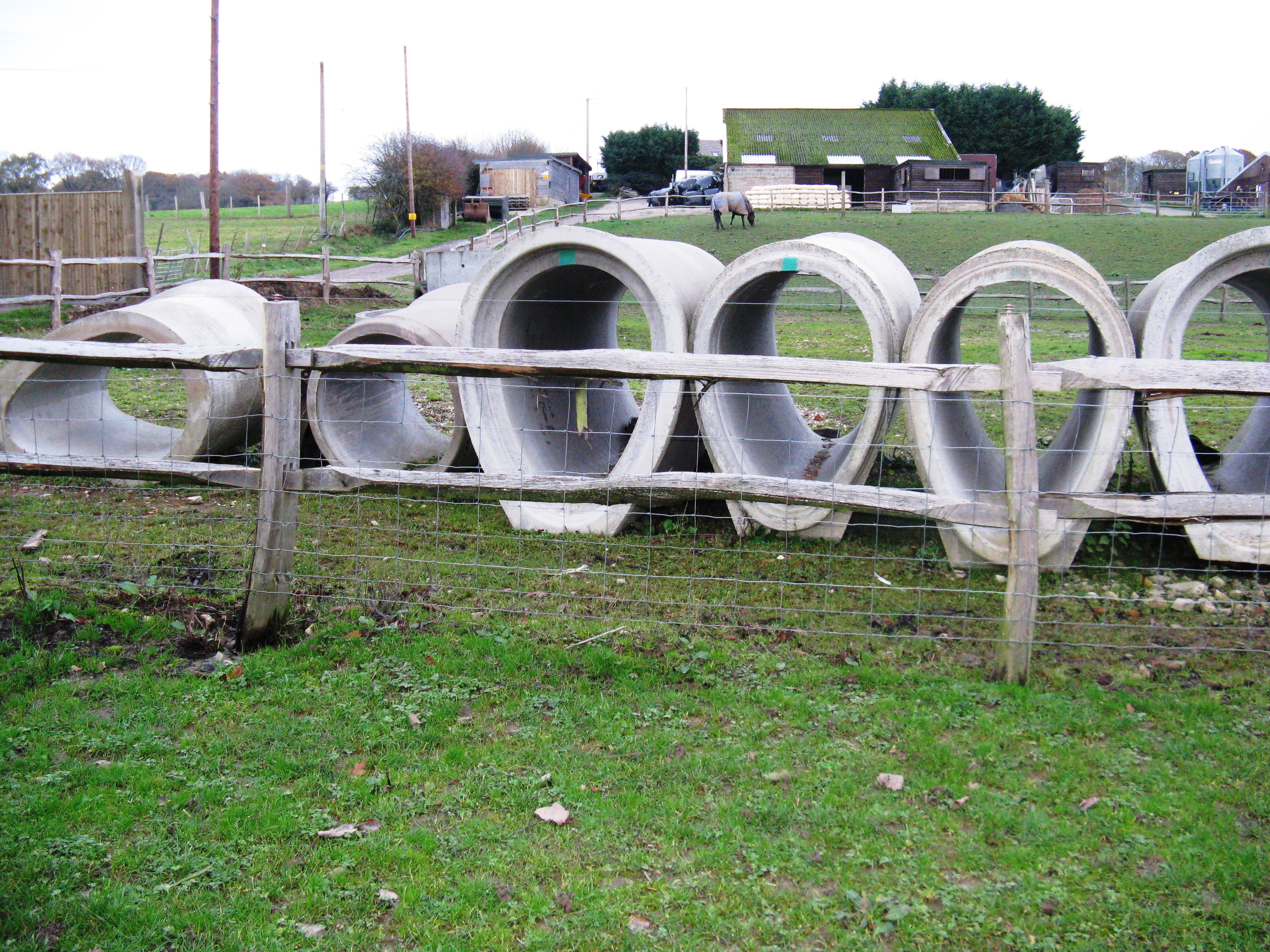
Betonelemente im Eiprofl